# Faculdade de Medicina, Psicologia e Terapia Ocupacional da Universidade Federal de Pelotas
A Faculdade de Medicina, Psicologia e Terapia Ocupacional (FAMED), também conhecida como Leiga, é uma unidade de ensino, pesquisa e extensão da Universidade Federal de Pelotas (UFPEL).
Uma das faculdades de medicina mais tradicionais do Brasil, a instituição foi responsável pela formação de mais de seis mil médicos ao longo de 60 anos de existência. Em 2024, foi classificada como a 8.ª melhor escola médica do Brasil no Ranking Universitário Folha.
Destaca-se internacionalmente, no âmbito da pesquisa, pelos estudos conduzidos pelo Centro de Pesquisas Epidemiológicas. Em 1982, os epidemiologistas Fernando Barros e Cesar Victora coordenaram a primeira coorte de nascidos vivos do país, cujas descobertas influenciaram políticas globais de saúde infantil. Em 2019, Victora coordenou o maior estudo epidemiológico no Brasil sobre a pandemia de COVID-19.
Atualmente, o programa de pós-graduação em epidemiologia da UFPEL, em nível de mestrado e doutorado, é distinguido com conceito 7 pela Capes, sendo considerado de excelência internacional, o mais bem avaliado do país nessa área.

## Ingresso
Assim como os demais cursos da Universidade Federal de Pelotas, o ingresso no curso de medicina ocorre principalmente pelo SISU e pelo Programa de Avaliação da Vida Escolar (PAVE). Em 2010, na primeira edição o SISU, foi o curso de medicina mais procurado do país, com 5728 inscritos.

## História
Em 1953, o doutor Franklin Olivé Leite, presidente da Sociedade de Medicina de Pelotas, propôs a criação de uma faculdade de medicina no município. Esse projeto foi formalizado com a fundação da Instituição Pró-Ensino Superior no Sul do Estado (IPESSE), que foi instalada no palácio do Instituto de Higiene Borges de Medeiros, erguido entre 1908 e 1913 e doado à instituição pelo prefeito Mário Meneghetti. A Faculdade de Medicina foi oficialmente criada em 3 de abril de 1963, após decreto assinado por João Goulart. Em 11 de maio do mesmo ano, o professor Clóvis Salgado ministrou a aula inaugural do curso. Em 1978, a instituição passou a ser administrada pela Universidade Federal de Pelotas.
Em 2010, foram criados os cursos de psicologia e terapia ocupacional por meio do Programa de Apoio a Planos de Reestruturação e Expansão das Universidades Federais (REUNI).

## Estrutura
O Hospital Escola da Universidade Federal de Pelotas (HE-UFPel) é o hospital de ensino da FAMED. Desde 2014, faz parte da rede da Empresa Brasileira de Serviços Hospitalares (EBSERH). 265 milhões de reais foram destinados à ampliação desse hospital como parte do Novo PAC.
A instituição é referência na atenção primária, incluindo atividades práticas desde o primeiro semestre que ocorrem nas unidades básicas de saúde ligadas ao Departamento de Medicina Social da faculdade.

### Departamentos acadêmicos
- Departamento de Cirurgia Geral
- Departamento de Clínica Médica
- Departamento de Medicina Especializada
- Departamento de Medicina Materno Infantil
- Departamento de Medicina Social
- Departamento de Saúde Mental[19]

## Professores e alunos notórios
- José Anselmo Rodrigues[20]
- Thais Russomano
- Elisabete Weiderpass
- Ana Maria Baptista Menezes
- Pedro Henrique Isaacson Velho
- Cesar Victora
- Kurt Kloetzel
- Roberto Curi Hallal
- Pedro Hallal